# Стематографија
Стематографија је бакрорезна књига Христофора Жефаровића и Томаса Месмера штампана у Бечу 1741. године.

## Историјат
Књигу је изворно објавио хрватски писац Павле Ритер Витезовић на латинском језику под насловом Stemmatographia sive armorum Illyricorum delineatio, descriptio et restitutio (Беч, 1701). Званичној аустријској политици одговарала је Витезовићева Stemmatographia у којој су били заступљени грбови земаља и покрајина - тада једним делом у оквиру Османског царства - које би Аустрија припојила након протеривања Турака са Балкана.
Српском патријарху Арсенију IV Јовановићу Шакабенти била је позната Витезовићева књига и идеја о уједињењу Хрвата, Срба и Словенаца, коју је Витезовић излагао у својим делима. Проблем је представљала чињеница што би такво уједињење ишло на штету српског народа. Стога је патријарх Арсеније IV са својим сарадницима, који су учествовали у вођењу политике Карловачке митрополије, одлучио да Витезовићеву књигу изда у допуњеном облику. Књигу је на рускословенски превео Павле Ненадовић Млађи, секретар патријарха. Исту књигу је у бакру изрезао, за штампу приредио и осмислио Христофор Жефаровић у Бечу 1741. године. Жефаровић се овде истакао пре свега као ликовни уметник, онај који је насликао предлошке и ликовно компоновао целу књигу. Месмерова улога сводила се на занатско-граверски део посла, који је он извео по Жефаровићевим цртежима.
Ово издање превазишло је првобитни концепт хералдичког зборника. Томе је додато двадесет девет ликова јужнословенских владара и светитеља, портрет Арсенија IV са посветном песмом, тријумфални портрет цара Душана на коњу, окруженог грбовима, лик цара Душана између Хроноса и Минерве и, на крају, песма посвећена Христофору Жефаровићу, у којој се велича ово његово дело. Обе посветне песме написао је Павле Ненадовић Млађи.
Књига је била замишљена као политички памфлет урађен са намером да аустријским властима покаже да са самодржавношћу Срба није нестала и њихова национална свест и национални понос. Такође је требало да послужи и као својеврсни историјски албум и приручник који би српском народу пружио одређена знања из националне историје.
Када се појавила Стематографија је била најтраженија и најбоље примљена књига друге половине 18. века. Иако осмишљена од стране духовног лица ова књига је представљала идеје младе српске грађанске класе у Монархији. Њен највећи допринос је свакако очување политичке и националне свести Срба у времену када није постојала национална држава.